# Seminário Internacional da Fraternidade Sacerdotal São Pio X
O Seminário Internacional da Fraternidade Sacerdotal São Pio X situa-se em Écône, cantão de Valais, na Suíça. É uma das seis casas de formação para sacerdotes da Fraternidade Sacerdotal São Pio X. Os candidatos ao sacerdócio recebem uma formação espiritual, litúrgica, filosófica e teológica ao longo de 6 anos contínuos. Foi fundado em 1970, pelo arcebispo Marcel Lefebvre (1905–1991).

## Seminário
A capela do Seminário é dedicada ao Imaculado Coração de Maria. A comunidade assiste à Santa Missa, celebrada em latim, de acordo com o rito tradicional da Igreja Católica Apostólica Romana, o rito de São Pio V. Os ofícios, celebrados na capela, são em latim (tal como os cânticos, de acordo com as regras do canto gregoriano). 
É neste seminário que está o túmulo de Marcel Lefebvre desde 1991. 